# حكومة فؤاد السنيورة الأولى
شكلت الحكومة رقم 69 منذ الاستقلال في 19 يوليو 2005 بعد الانتخابات النيابية التي أجريت في شهري مايو ويونيو 2005 والتي حصل على الأغلبية بها تحالف 14 آذار مع حركة أمل وحزب الله. تشكلت الحكومة بعد محادثات مضنية وشاركت فيها أهم الأحزاب البرلمانية باستثناء التيار الوطني الحر. رئيسها هو فؤاد السنيورة ونائبه هو إلياس المر. نالت الحكومة الثقة من البرلمان بأغلبية 92 صوت ضد 14 صوت وامتناع 2 وعدم حضور 20.
في 11 نوفمبر 2006 استقال الوزراء الشيعة بالحكومة. وتبعهم بتاريخ 13 نوفمبر 2006 الوزير الوحيد الموالي لرئيس الجمهورية إميل لحود.

## تشكيلة الحكومة
| اسم الوزير                                 | الوزارة                          | الانتماء السياسي         |
| موارنة                                     |                                  |                          |
| جهاد أزعور                                 | المالية                          | تيار المستقبل            |
| شارل رزق                                   | العدل                            | مستقل                    |
| نائلة معوض                                 | الشؤون الاجتماعية                | لقاء قرنة شهوان          |
| بيار أمين الجميل (اغتيل في 21 نوفمبر 2006) | الصناعة                          | حزب الكتائب اللبنانية    |
| جوزيف سركيس                                | السياحة                          | القوات اللبنانية         |
| روم أرثوذكس                                |                                  |                          |
| إلياس المر                                 | نائب رئيس الوزراء والدفاع الوطني | مستقل                    |
| طارق متري                                  | الثقافة                          | مستقل                    |
| يعقوب الصراف (استقال في 13 نوفمبر 2006)    | البيئة                           | مقرب من إميل لحود        |
| روم كاثوليك                                |                                  |                          |
| ميشال فرعون                                | شؤون مجلس النواب                 | تيار المستقبل            |
| نعمة طعمة                                  | المهجرين                         | الحزب التقدمي الاشتراكي  |
| أرمن أرثوذكس                               |                                  |                          |
| جان أوغاسابيان                             | شؤون التنمية الإدارية            | حزب الهنشاك              |
| بروتستانت                                  |                                  |                          |
| سامي حداد                                  | الاقتصاد الوطني والتجارة         | تيار المستقبل            |
| السنة                                      |                                  |                          |
| فؤاد السنيورة                              | رئيس الوزراء                     | تيار المستقبل            |
| حسن السبع                                  | الداخلية والبلديات               | تيار المستقبل            |
| أحمد فتفت                                  | الشباب والرياضة                  | تيار المستقبل            |
| خالد قباني                                 | التربية والتعليم العالي          | تيار المستقبل            |
| محمد الصفدي                                | الأشغال العامة والنقل            | التكتل الطرابلسي         |
| الشيعة                                     |                                  |                          |
| فوزي صلوخ (استقال في 11 نوفمبر 2006)       | الخارجية والمغتربين              | مستقل - مقرب من حركة أمل |
| محمد فنيش (استقال في 11 نوفمبر 2006)       | الطاقة والمياه                   | حزب الله                 |
| طراد حمادة (استقال في 11 نوفمبر 2006)      | العمل                            | حزب الله                 |
| محمد جواد خليفة (استقال في 11 نوفمبر 2006) | الصحة العامة                     | حركة أمل                 |
| طلال الساحلي (استقال في 11 نوفمبر 2006)    | الزراعة                          | حركة أمل                 |
| دروز                                       |                                  |                          |
| مروان حمادة                                | الاتصالات                        | الحزب التقدمي الاشتراكي  |
| غازي العريضي                               | الإعلام                          | الحزب التقدمي الاشتراكي  |

## الأزمة الحكومية
بعد انتهاء العدوان الإسرائيلي على لبنان، تحركت موجة شعبية بقيادة حزب الله بقيادة حسن نصر الله والتيار الوطني الحر بقيادة العماد ميشال عون وأنصار حركة أمل والحزب السوري القومي الاجتماعي والحزب الديمقراطي اللبناني بقيادة الوزير السابق طلال أرسلان وتيار المردة بقيادة الوزير السابق سليمان فرنجية وأحزاب أخرى تطالب بإسقاط الحكومة اللنانية، ويرجع ذلك إلى غياب التمثيل الفاعل في الحكومة فقد كانت حصة هذا الفريق أقل من النسبة المطلوبة للمشاركة في صنع القرار على الرغم من أن الحكومة عندما شكلت كانت تضمن هذا الحق إلا أن تغير الوزراء المحسوبين على رئيس الجمهورية إميل لحود لآرائهم لصالح فريق الأكثرية النيابية قد سبب خلل في ذلك، كما إن نسبة المشاركة في الحكومة غير مطابقة للواقع البرلماني حيث أن أكبر كتله برلمانية مسيحية وهي كتلة التغيير والإصلاح برئاسة العماد ميشال عون لم تكن مشاركة بالحكومة، وذلك بإضافة إلى ما تنسبه المعارضة عن الحكومة بتخاذلها في أداء واجباتها كحكومة أثناء الحرب، وكذلك بسبب وقوف الحكومة اللبنانية بقيادة فؤاد السنيورة في وجه حزب الله، حيث أقدم السنيورة على توقيع قرار بحجز شاحنات أسلحة لحزب الله أثناء تلك الحرب. ويعود سبب ذلك التحرك الشعبي والمطالبة بإسقاط الحكومة أيضاً إلى تغيرات في التحالفات السياسية ضمن البرلمان، والتغير الأساسي هو تفكك الحلف السياسي بين حزب الله وحركة أمل من جهه وتيار المستقبل بقيادة سعد الدين الحريري والحزب التقدمي الاشتراكي بقيادة وليد جنبلاط من جهه أخرى.
وأدى كل ذلك إلى قيام الوزراء الشيعة في الحكومة باستقالتهم بتاريخ 11 نوفمبر 2006
، تبعهم في ذلك وزير البيئة يعقوب الصراف والمحسوب على رئيس الجمهورية إميل لحود.

## تسلم الحكومة لمهام رئيس الجمهورية
بعد انتهاء ولاية الرئيس إميل لحود بتاريخ 24 نوفمبر 2007 وعدم انتخاب خلف له تسلمت الحكومة كأمر واقع مهام رئاسة الجمهورية وذلك بصورة مؤقته حتى انتخاب رئيس جديد للجمهورية. وقد قامت الحكومة باعمال الرئاسة طوال فترة الفراغ الرئاسي مع استمرار الخلاف مع المعارضة حول شرعية الحكومة وكيفيه ممارسه أعمال الرئاسة، إلا أن إتخاذ الحكومة بجلستها المنعقدة تاريخ 5 مايو 2008 قرارات إعتبرها حزب الله بإنها موجهه ضده فأدت الأحداث إلى حدوث مواجهات في الشوارع بين الفريقين وكانت من نتائج هذه المواجهات انعقاد مؤتمر حواري لبناني في الدوحة عاصمة دولة قطر برعاية من جامعة الدول العربية وبرآسة قطرية، فأدى هذا الحوار إلى التوقيع على اتفاق الدوحة والذي كان من أهم ما ورد فيه انتخاب قائد الجيش العماد ميشال سليمان رئيساً للبنان. وتم انتخابه بتاريخ 25 مايو 2008، وحسب الدستور فإن الحكومة تعتبر مستقيله من هذا التاريخ مع تصريفها للأعمال حتى تشكيل الحكومة الجديدة. وقد انتهت أعمال هذه الحكومة بتاريخ 11 يوليو 2008 بعد تشكيل الحكومة الجديدة.

## وصلات خارجية
- الحكومة في موقع مجلس الوزراء.